# كييل أريكسون
كييل أريكسون (بالسويدية: Kjell Eriksson)‏ هو حدائقي وكاتب سويدي، ولد في 1953 في أوبسالا في السويد.